# Lászlo Zalai
Lászlo Zalai  (Békéscsaba, 29 maart 1929 – Almere, 11 april 2004) was een Hongaars profvoetballer en voetbaltrainer. In 1967 verkreeg hij de Nederlandse nationaliteit.
Van 1965 tot 1977 heeft hij Heerenveen, Fortuna Vlaardingen, DWS, DOS, PEC Zwolle en opnieuw Heerenveen getraind. Daarna ging hij internationaal trainen en was onder meer bondscoach van Lesotho, Swaziland en de Filipijnen. Ook trainde hij in zijn geboorteland Hongarije.